# 교환사채
교환사채(交換社債, exchangeable bond, XB)는 미리 적시해 둔 조건에 따라 특정한 미래의 시점에 발행자 외 기업 주식을 위한 채권을 교환하기 위한 숨어있는 옵션(embedded option)이자 보통 사채로 구성된 혼종 유가 증권의 일종이다.

## 가격
교환사채의 가격  = 보통 사채의 가격 + 교환 옵션의 가격
교환사채의 가격은 무조건 보통사채의 가격보다 더 높은데 그 이유는 교환옵션이 투자자에게 가치를 더하기 때문이다.